# 대한항공 2033편 활주로 이탈 사고
대한항공 2033편 착륙 사고는 1994년 8월 10일 김포국제공항에서 출발하여 제주국제공항에 도착하던 대한항공 2033편이 제주공항 착륙을 시도하다가 돌풍에 의해 활주로를 이탈한 뒤 화재가 발생하여 전소된 사고이다.

## 사고 내용
사고 당시 조종실에는 기장 베리 에드워드 우즈(캐나다인,52) 부기장 정찬규(36)이 항공기를 조종하고 있었다.
당시 제주도에는 태풍 더그의 영향으로 강한 바람이 불고 있었는데, 비행기가 동남방향에서 길이 3km의 동서활주로에 착륙하기 직전 기장은 착륙을, 부기장은 복행을 주장하며 서로 의견이 엇갈리는 상황이었다. 항공기의 랜딩기어가 활주로에 접지하는 순간 돌풍이 기체를 강타하여 부기장은 위기상황이라고 판단하여 기장의 허락 없이 조종간을 당겨 복행하려 했다. 그러는동안 항공기는 활주로 수백미터를 소비하였고 결국 미끄러지면서 활주로 끝을 벗어났다.
비행기는 활주로 끝을 지나쳐 150m가량 떨어진 참깨밭까지 미끄러졌으며, 이 과정에서 꼬리 부근에 있던 연료통이 공항의 철제 울타리와 충돌하여 기체에 불이 붙었고, 그 영향으로 부품이 연쇄적으로 폭발하였다.
사고가 일어나자 승무원들은 신속히 승객들을 탈출시켰으며, 탑승객들이 모두 빠져나간 뒤에 비행기가 화염에 휩싸였고, 30여분만에 전소되었다. 사망자는 없으며 9명이 경미한 부상을 입었다.

## 사진

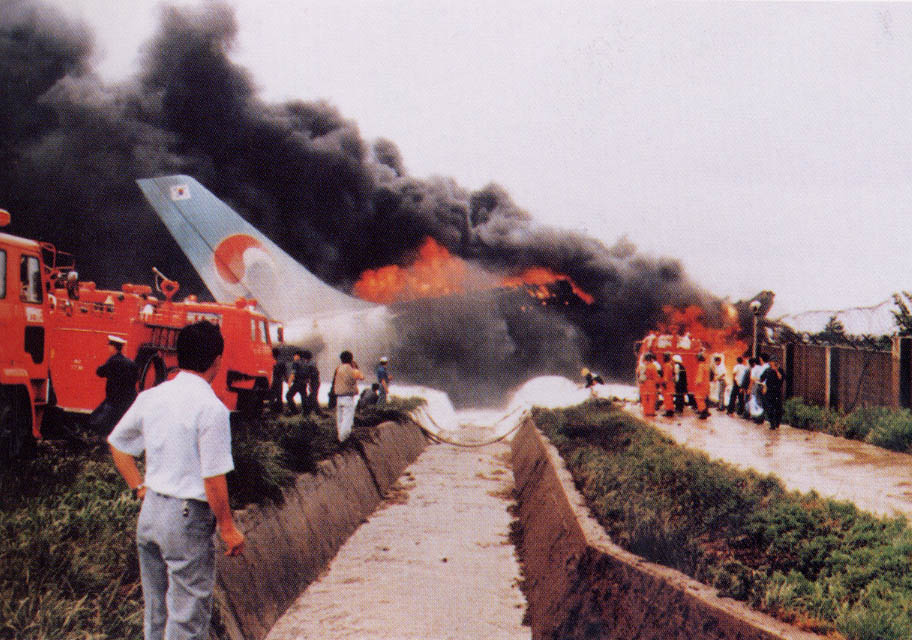
사고 현장
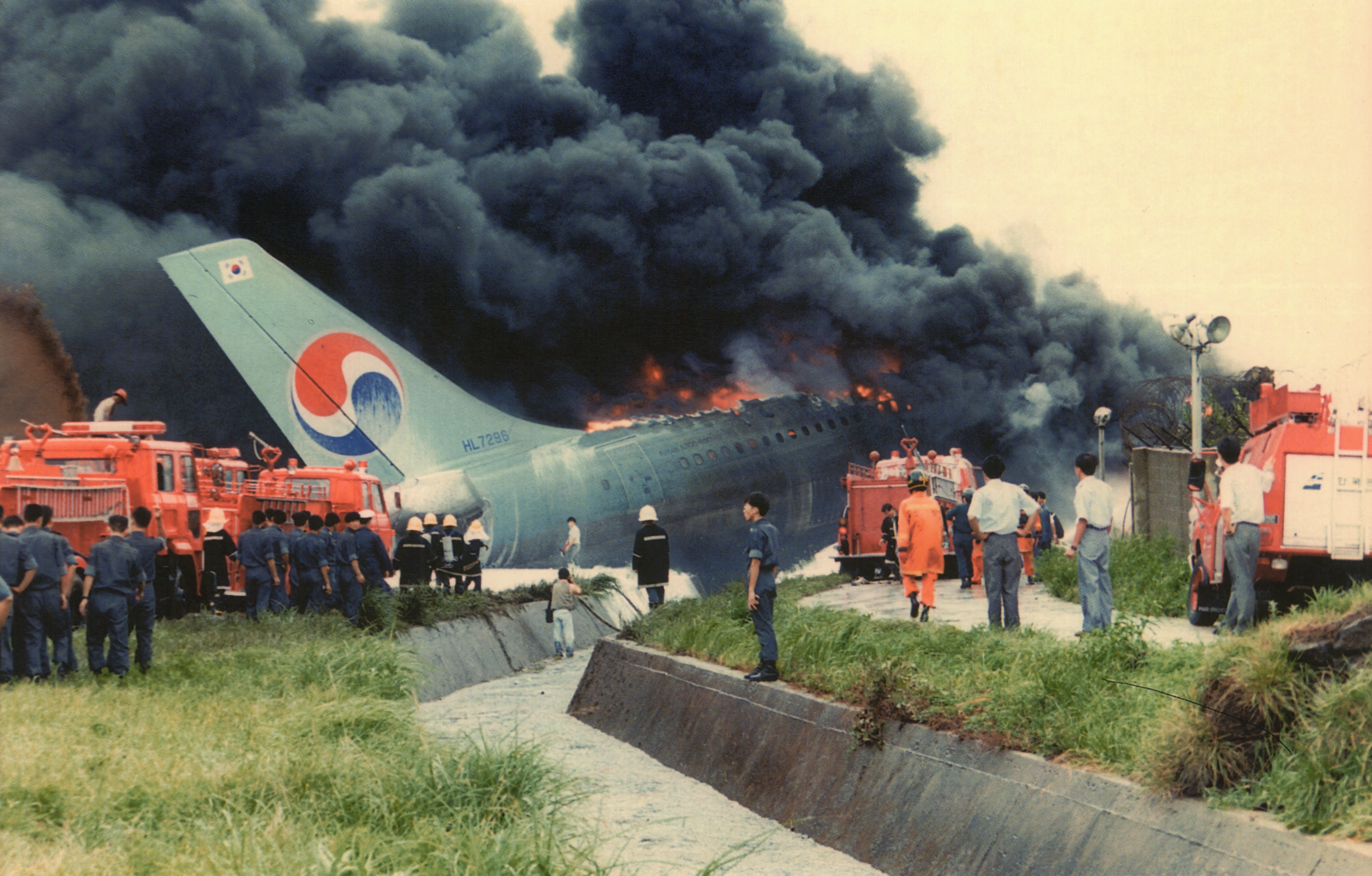
사고 현장
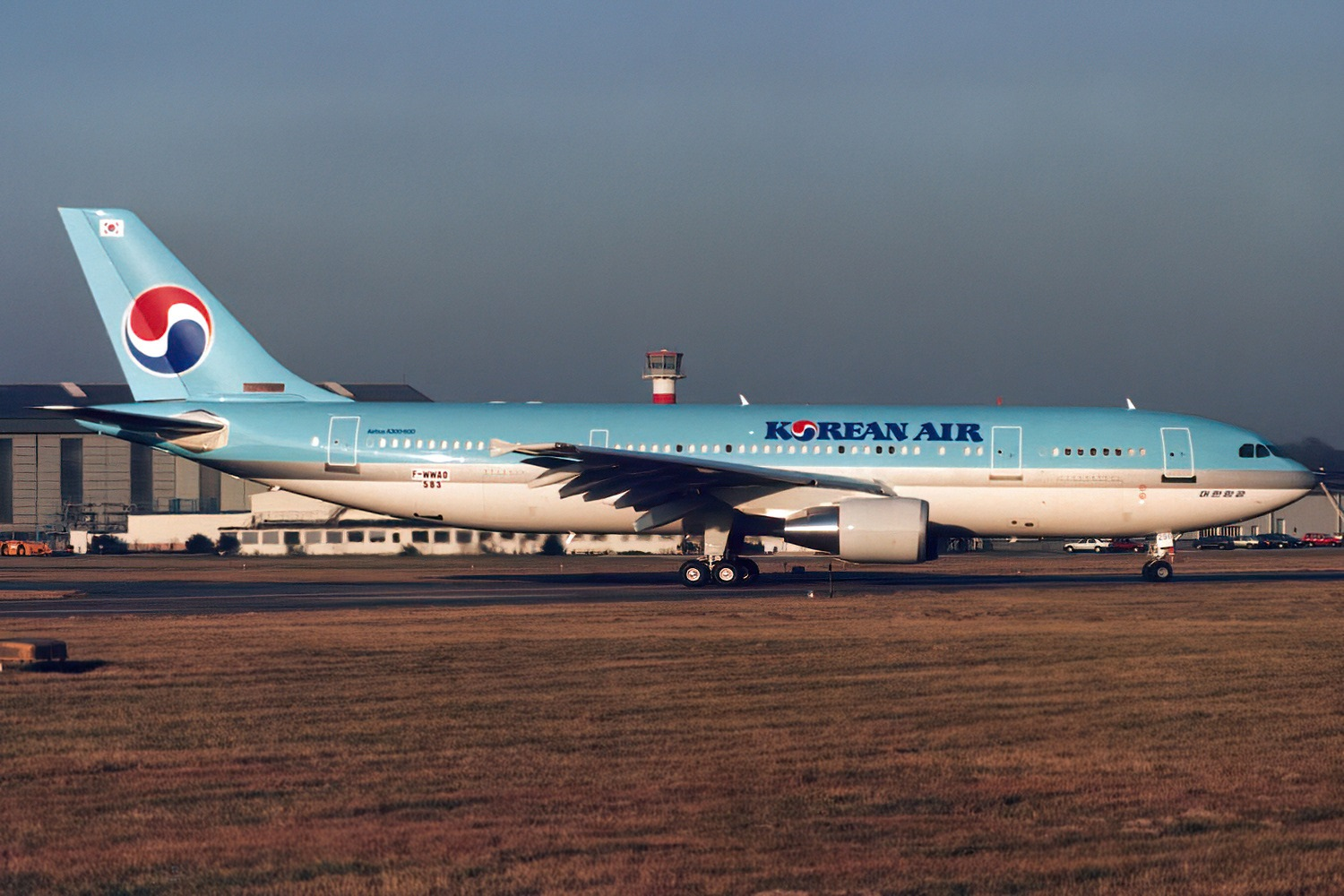
사고 3년 전, 함부르크 공항에서 찍힌 사고기(아직 대한항공으로 인도되기 전이다.)

## 같이 보기
- 도쿄 국제공항 지상 충돌 사고
- 대한항공 631편 활주로 이탈 사고